# NGC 1181
NGC 1181 ist eine Spiralgalaxie vom Hubble-Typ Sb im Sternbild Eridanus am Südsternhimmel. Sie ist schätzungsweise 419 Millionen Lichtjahre von der Milchstraße entfernt und hat einen Durchmesser von etwa 100.000 Lichtjahren.

Im selben Himmelsareal befinden sich unter anderem die Galaxien NGC 1172, NGC 1180, NGC 1188, NGC 1189.
Das Objekt wurde am 31. Dezember 1885 von dem US-amerikanischen Astronomen Francis Preserved Leavenworth entdeckt.